# 商法 (日本)
日本商法（日语：しょうほう），有狭义和广义两层含义。
- 狭义：是指明治时期法律《商法》，1899年頒布施行，编号为“明治32年法律第48号”，又称“商法典”。此概念又稱“形式意义”上的商法。
- 广义：包括商法典、公司法、保险法、票据法、支票法等相关的，用以规范商事主体和商事行为的法律体系。这一概念別稱“实质意义”上的商法。

商事行为中的法律关系，如在商法中没有规定，则适用习惯法或商业惯例；如仍然没有规范可循，则应当适用民法（商法第1条第2项）。

## 商法的范围
广义的日本商法往往包括以下类别的法令等，其中有部分法律，曾经是《商法》的一个部分，现在已经分离出来，成为一部独立的法律。
商法總則
适用于商法全体的通则部分，即《商法》第1编总则（第1条至第32条）。随着2005年（平成17年）日本《公司法》（的施行以及法令口语化修改，其内容被全面修改。目前除了第一章通则之外，学者认为其已经无法发挥总则的作用。
會社法
日語中的「會社」即中文語境中的「公司」；該法即是规定一般性营利社团法人即“公司”相关法律关系的法律。主要载体为公司法（平成17年法律第86号），该法律施行前，其主要内容为《商法》第2编“公司”、原《有限会社法》、原《关于股份会社监查等商法特例的法律》等。
商事行为法
规定企业的法律行为，即商事行为相关法律关系的法律。主要内容为本法第2编“商行为”（501条―628条、629条―683条已删除）。从第1章总则至第4章匿名组合为止的内容，在2005年会社法制定及法令口语化之后實施全面修改。
保险法
与保险相关的领域。目前关于陆地上保险适用2008年保险法（平成20年法律第56号），而海上保险则适用本法第3编第6章保险（《保险法》施行前为第2编第10章）。虽然该部分一直以来是商行为法的一个分支，但具有独特的内在逻辑体系，因此往往被认为是比较独立的特别法。严格意义上的营利性保险（作为商事行为的保险）才是商法的一部分，而保险法涵盖了各种类的保险，如相互保险、共济等。
有价证券法
有价证券相关的领域，主要规定于票据法及支票法等。这两部法律施行前，规定于本法第4编第1章至第3章票据以及第4章支票。其他有价证券也分别规定于各个特别法中，例如公司法中的股票以及海商法中的提单等。但随着债权法修改的完成，有价证券法今后很有可能归入民法领域。
海商法
关于海运企业的特别法，主要包括本法第3编海商（684条-851条）以及《国际海上物品运送法》和《与船舶所有者之责任限制有关的法律》。

## 商法典的构成
本法在1899年（明治32年）制定颁布以来，经历了多次修订。最初法典的构成为：第1编总则、第2编公司、第3编商行为、第4编票据、第5编海商。在票据法和支票法施行之后，第4编票据完全删除，商法构成变为：第1编总则、第2编公司、第3编商行为以及第4编海商。此后，因公司法独立制定，公司相关的条文也被删除，形成了现在的结构。此外，第2编第10章亦在《保险法》制定后删除。目前的商法典目次如下：
- 第1编 总则
  - 第1章　通则（第1条–第3条）
  - 第2章　商人（第4条–第7条）
  - 第3章　商业登记（第8条–第10条）
  - 第4章　商号（第11条–第18条）
  - 第5章　商业账簿（第19条）
  - 第6章　商业使用人（第20条–第26条）
  - 第7章　代理商（第27条–第31条）
  - 第8章　杂则（第32条–第500条）
- 第2编 商行为
  - 第1章　总则（第501条–第523条）
  - 第2章　买卖（第524条–第528条）
  - 第3章　交互计算（第529条–第534条）（中国法上的“债权债务抵消”）
  - 第4章　匿名组合（第535条–第542条）（中国法上的“隐名合伙”）
  - 第5章　仲立营业（第543条–第550条）
  - 第6章　問屋营业（第551条–第558条）（中国法上的“批发营业”）
  - 第7章　运送取扱营业（第559条–第568条）
  - 第8章　运送营业
    - 第1節　总则（第569条）
    - 第2節　物品运送（第570条–第589条）
    - 第3節　旅客运送（第590条–第592条）

  - 第9章　寄托
    - 第1節　总则（第593条–第596条）
    - 第2節　仓库营业（第597条–第683条）
- 第3编 海商
  - 第1章　船舶及船舶所有者（第684条–第704条）
  - 第2章　船长（第705条–第736条）
  - 第3章　运送
    - 第1節　物品运送
      - 第1款　总则（第737条–第766条）
      - 第2款　船荷证券（第767条–第776条）

    - 第2節　旅客运送（第777条–第787条）

  - 第4章　海损（第788条–第799条）
  - 第5章　海难救助（第800条–第814条）
  - 第6章　保险（第815条–第841条之2）
  - 第7章　船舶债权者（第842条–第851条）

## 实质意义上的商法
实质意义上的商法，通常被认为是民法的特别法，关于其涵盖的领域，有多种学术观点。早期的观点认为商法主要适用于“经济意义上的商”，即介于生产者与消费者之间以有形的财产货物交易营利的行为（传统之商）。之后，随着经济的发展，为了满足该种媒介行为的辅助性行动（金融交易、货物运输、财产保险等。辅助之商。）以及类似的经营活动（出版、客运等。第三类之商），也成为商法的规范对象。因此，学者为了统一把握商法的外延，采用了各种学说来进行解释。
最主要的学说有两种：“商的色彩论”和“企业法论”。田中耕太郎主张：着眼于法律事实的商业色彩，可以从民法中独立构建商法体系，这种观点被称为“商的色彩论”。而西原宽一主张：将商法定义为规范企业的相关活动的全部法律法规。这种主张“商法就是关于企业的法律”的观点自诞生以来，就成为了学术界通说。

## 民商二法统一论
所谓民商二法統一论，是指将民法典与商法典合二为一的主张。其理论基础在于不可能也没有必要将独立的商法体系从民法中独立出来。这一观点以明治时期的梅谦次郎为代表，但在法学界并未成为主流。

## 历史

### 旧商法
江户时代的日本幕府尊崇儒教，采取重农抑商政策，鼓励诸藩优先保护发展本地的产业，因此全国范围内的商业的发展停滞不前。商业的经营主体往往只是个人或家族经营的商户，而不存在现代类型的公司形态的组织。因此，商业交易主要由商业惯例进行规范。尽管如此，在大阪等大城市中，兑换系统等也开始出现，并具有相当高的经营水準。
明治维新之后，日本开始引进近代化的公司、企业组织等概念。政府为了对抗欧美等大规模资本的竞争，也考虑设立企业性质的经济主体。为此废除了士农工商等行业限制，容许个人设立公司。但是由于缺乏公司设立的相关规则（早期曾有1872年《国立银行条例》作为参考典范，但缺乏强制力），公司的组织形态各异，也有相当多公司迅即破产倒闭。同时，由于商业交易的迅猛发展，人们也呼吁出台一部票据兑换的统一标准及法律（1882年临时颁布施行《兑换票据约束票据条例》）。
综上原因，1881年4月，明治政府的外务省委托德国法学家及经济学家赫尔曼・罗艾斯勒起草商法典
。他参考了德意志商法典（其中破产法部分参考了法国法），在1884年1月完成了草案。该部草案完成修改后于1890年颁布，即「商法」（明治23年法律32号），后世称为“旧商法”。该法由“商之通则”、“海商”及“破产”等三编组成。审议通过的元老院决定从次年一月起施行该法。

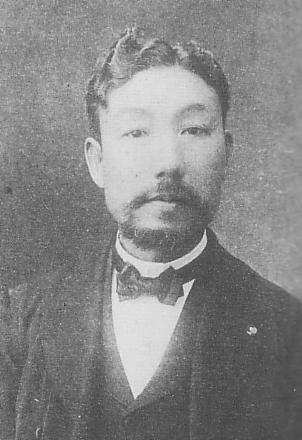
商法典起草者之一：梅谦次郎

### 商法典论争
首部商法实施后不久的当年秋季，帝国议会召开，受到民法典大争论的影响，不少反对商法的意见也纷至沓来。反对者中不仅有法学家，还包括各地商工会议所（当时在东京称为“商工会”，在大阪神户称为“商法会议所”）的成员。
主要的反对意见包括：民法与商法关系紧密，但民法源自法国，而商法来自德国，两者体系差异明显，而且两部法规中重复之处甚多。尤其在“合同签订能力”以及“委托合同”等部分，两部法典产生了明显的矛盾冲突。另一个反对意见指称日本的商业惯例在法典中几乎没有体现。穂積陈重等学者主张商法必须要尊重本国的大量商业惯例，但实际颁布的商法典却忽视了惯例的价值。
更为复杂的是，同样在工商企业联合组织内部，国际贸易发达的大阪地区各商工会要求尽快施行商法，而东京地区的商工组织则要求延迟施行。商法的施行日期最後推迟了2年。但是，东西两地的商工会议所之间也达成合意，对于公司法及破产法部分可以提前施行，因此政府最终在 1893年7月先施行了部分法条。然后在1898年7月全面施行了旧商法。
1893年3月，梅谦次郎、冈野敬次郎、田部芳等人以德意志商法为基础，再度起草了商法草案，并提交以伊藤博文首相为首的法典调查会进行审议，最终梅博士与穂積陈重、富井政章共同完成了商法法案的定稿。1899年3月，新商法予以颁布，并在3个月后取代旧商法（破产法部分没有变化）开始施行。其中主要的修订包括：公司设立从许可主义变为更为自由的准则主义，提高了商业惯例的地位，对于商法未规定的内容则适用商业惯例，增加了公司合并的相关规定等。

### 主要修订点
现行商法颁布于1899年（明治32年），此后经过多次修订。主要的修订经过如下：
- 1911年（明治44年）修订：5月3日公布、10月1日施行
  - 强化董事・监事（日语：監査役）的民事责任
- 1922年（大正11年）：破产法（旧破产法）制定
- 1932年（昭和7年）：制定票据法
  - 废止商法第4编「票据」规定中的第1章至第3章
- 1933年（昭和8年）：制定支票法（日语：小切手法）
  - 废止商法第4编「票据」规定中的第4章
- 1938年（昭和13年）修订：4月5日颁布、1940年（昭和15年）1月1日施行
  - 制定有限公司法（日语：有限会社法）
  - 新设无表决权股份（日语：種類株式）
  - 废止商法旧第4编「票据」规定，旧第5编「海商」改为第4编
- 1950年（昭和25年）修订：5月10日颁布、1951年（昭和26年）7月1日施行
引进英美法相关制度。
  - 引进授权资本制度
    - 公司设立时，不需要发行全部股份。
    - 新股发行（日语：新株発行）不再需要股东大会决议，而变成了董事会的决议事项。
    - 引进无面额股份制度。

  - 强化董事会权限
    - 将大量股东大会的权限转移至董事会。
    - 缩小监事的权限，限定于会计审计（日语：会計監査）。

  - 强化股东权利
    - 股东代表诉讼提起権、停止违法行为请求权（日语：股东の差止請求）、会计账簿阅览请求权、股份购买请求权（日语：株式買取請求権）等。
- 1955年（昭和30年）修订：6月30日颁布、7月1日施行
  - 删除{{link-ja|章程|定款]]记载事项（新股引受権に関する商法旧会社编166条5号）
- 1962年（昭和37年）修订：4月20日颁布、1963年（昭和38年）4月1日施行
  - 对应企业会计（日语：企業会計）实务，引进了损益法（日语：損益法）（采用成本主义（日语：原価主義），扩大递延资产（日语：繰延資産））
  - 简化股份公司事务及登记手续
- 1966年（昭和41年）修订：6月14日颁布、7月1日施行
  - 股东表决权的非统一行使
  - 新股发行（日语：新株発行）手续
  - 新股受让权的转让
  - 可转换公司债券的转让
  - 引进了章程对股份转让的限制（日语：株式譲渡制限）
  - 有面额股份与无面额股份的相互转换
  - 废止股票背书。引入股票不持有制度（日语：株券不所持制度）
- 1974年（昭和49年）修订：4月2日颁布、10月1日施行
  - 制定有关监事的商法特例法（日语：商法特例法）
  - 累计投票制度
  - 组合式増资（日语：増資）
  - 可转换公司债券
  - 休眠公司（日语：休眠会社）的整理
  - 中间分配（日语：中間配当）
- 1981年（昭和56年）修订：6月9日颁布、1982年（昭和57年）10月1日施行
1975年（昭和51年）爆发的[[洛克希德事件|}}和1978年（昭和53）年爆发的道格拉斯・格鲁门事件（日语：ダグラス・グラマン事件）等丑闻促进了公司内控制度的发展。
  - 将股份制度合理化（将股份单位上调至5万日元，引进单位股（日语：単位株）制度・零头股（日语：端株）制度等）
  - 强化监督制度
    - 议案提案权、董事的说明义务、大会决议无效・撤销之诉
    - 为排除总会屋（日语：総会屋），禁止向股东的[[利益输送|利益供与}}
    - 强化董事会・监事的监督权限

  - 对股东及债权人的信息公开（日语：ディスクロージャー）
  - 新设附带新股受让权债权（日语：新株引受権付社債）
  - 扩大了商法特例法中大公司（日语：大会社）的范围（除资本金外，负债总额也是判断标准。），多数监事制度及常勤监事制度的法定化。
- 1990年（平成2年）修订：平成2年法律第64号、6月29日颁布、1991年（平成3年）4月1日施行
  - 对小规模歇业公司的对应（废除了对发起人人数的限制）
  - 强化债权人保护（引进股份公司1,000万日元和有限公司300万日元的最低资本金制度等）
  - 完善融资制度
- 1993年（平成5年）修订：6月14日颁布、10月1日施行
1991年（平成3年）6月爆发的证券金融界丑闻（证券公司为填补部分投资人损失，以伪造的金融机构存款单做担保的融资）后，强化了公司审计制度。
  - 强化股东的监督职能（代表诉讼的诉讼标的视为95万日元。放宽账簿阅览权的请求条件。）
  - 强化监事职能（监事任期从2年增加至3年。增加了大公司的监事名额，引进外部监事（日语：社外監査役）、监事会）
  - 完善公司债券制度（日语：社債制度）（废除了对债券发行限额的限制。规定债券管理公司的设置义务）
- 1994年（平成6年）修订： 6月29日公布、10月1日施行
  - 放宽对自己股份收入的限制（以向雇主转让为目的而取得股份，定期股东大会决议的股份收益的免除）
- 1997年（平成9年）修订（1）：5月21颁布、6月1日施行、一部10月1日施行
  - 创立股票期权（日语：ストックオプション）制度（自己股份方式と新股引受権方式）
  - 根据章程授权，董事会决议股份消却（日语：株式消却）（股份消却商法特例法颁布）
- 1997年（平成9年）修订（2）：6月6日公布、10月1日施行
  - 企业合并（日语：合併 (企业)）手续简化
- 1997年（平成9年）修订（3）：12月23日施行
  - 重罚利益输送罪（日语：利益供与罪）（提高法定刑、新设利益要求罪（日语：利益要求罪）・威逼利益要求罪）
- 1998年（平成10年）修订：7月1日施行、一部、1999年（平成11年）10月1日施行
  - 以资本准备金（日语：資本準備金）减少股份（修订《股份消却特例法》，可经过董事会决议实施。限定于2000年（平成12年3月）为止。）
- 1999年（平成11年）修订：8月13颁布
  - 创立股份交换（日语：株式交換）・股份转移（日语：株式移転）制度（持股公司或完全子公司的设立更为容易。）
- 2000年（平成12年）修订：2001年（平成13年）4月1日施行
  - 创立公司分割（日语：会社分割）制度（特定事业部门的子公司化或子公司之间的事业整理更为容易。）
- 2001年（平成13年）修订（1）：平成13年法律第79号、10月1日施行
  - 关于有限公司规定的修改
  - 解禁金库股（自己股份的取得、持有、处分更为自由）
  - 修改法定准备金的相关规定
    - 修改利润准备金（日语：利益準備金）的累积限额（商法288条）
    - 创立法定准备金的减少手续（商法289条）

  - 废止面额股份（日语：額面株式）制度，取消了对股份面额的限制等
    - 废止面额股份
    - 废止了有关公司设立时股份发行价格的规定
    - 废止对股份的净资产额限制
    - 新设单元股（日语：単元株）制度，废止单位股制度
    - 完善了零头股（日语：端株）制度
- 2001年（平成13年）修订（2）：平成13年法律第128号、2002年（平成14年）4月1日施行
  - 修改股份制度
    - 限制转让公司（(1)全部受让的特例、(2)限制转让公司的新股、(3种类股份制度的调整、(4)新设新股预订权）

  - 关于股东大会及股份公司相关文书的电子化等事项
    - 公司相关文书的电子化
    - 股东总会召集通知的电子化
    - 股东总会以书面或电子方式进行表决
    - 计算文书的公开
- 2001年（平成13年）修订（3）：平成13年法律第149号、平成14年5月1日施行
  - 减轻经营责任，确保了替代性措施
    - 强化监事职权（(1)规定了监事对董事会的出席义务、(2)延长监事任期、(3)对于监事辞职的意见陈述权、(4)外部监事的增加）

  - 董事、监事责任之减轻
  - 股东代表诉讼制度之合理化（(1)监事の考慮期間の延長、(2)诉讼和解中对董事责任的免除、(3)明确规定了会社可以协助参加对董事被告的诉讼
- 2002年（平成14年）修订：平成14年法律第44号、2003年（平成15年）4月1日施行
  - 引入委员会等设置会社（日语：委員会等設置会社）
  - 引入重要财产委员会（日语：重要財産委員会）制度
  - 简化股东总会手续
  - 放宽股东大会特别决议的法定人数条件
  - 引入种类股东（日语：種類株主）对董事等的选任解任制度
  - 创设股票失效制度（日语：株券失効制度）
  - 引入视同大公司（日语：みなし大会社）制度
  - 引入连结决算（日语：連結決算）制度
  - 计算相关规定的省令委任
  - 现物出资（日语：現物出資）等财产价格的证明制度
  - 废除外国公司（日语：外国会社）的营业机构设置义务
- 2003年（平成15年）修订：平成15年法律第132号、平成15年9月25日施行
  - 经董事会决议的自己股份的取得
  - 调整中间分配限额
- 2005年（平成17年）修订：平成17年法律第86号・第87号、平成18年5月1日施行
  - 公司法颁布
  - 废止商法旧第2编「公司」规定，原来的第3编「商行为」和第4编「海商」分别改为第2编・第3编
  - 废止《有限会社法》
  - 废止《商法特例法》
  - 废止《关于商法中应当署名的情形的法律（日语：商法中署名スヘキ場合ニ関スル法律）》
  - 第1编「总则」之全部及第2编（旧第3编）「商行为」之部分改写为现代日语
- 2008年（平成20年）修订：平成20年法律57号、平成22年4月1日施行
  - 保险法制定
  - 删除第2编「商行为」第10章

## 脚注
1. ↑  （日語）池野千白：「新商法と会社法の考え方」 （页面存档备份，存于）
2. ↑  （日語）岡本善八：「商法の諸問題を読む」（竹田先生古稀記念） （页面存档备份，存于）
3. 1 2 3  （日語）高田晴仁：《明治期日本の商法典編纂》 （页面存档备份，存于）
4. ↑  （日語）田中嘉寿子：《明治初期における商法起草過程を例とした自立的法整備について》 （页面存档备份，存于）
5. ↑  （日語）山形万里子：《商法典制定と岸本辰雄》 （页面存档备份，存于）
6. ↑  （日語）历次商法修订的记录 （页面存档备份，存于）